# کلیتون آدامز
کلیتون آدامز (انگلیسی: Clayton Adams؛ زادهٔ ۱۵ ژانویهٔ ۱۹۹۵) بازیکن فوتبال اهل ایالات متحده آمریکا است که در حال حاضر در پست هافبک برای کلمبوس راپیدز در لیگ ملی فوتبال داخل سالن بازی می‌کند. آدامز پس از یک آزمایش آزاد در بتندرف، آیووا، اولین قرارداد حرفه‌ای خود را در ژانویه ۲۰۱۹ امضا کرد و به آستین بولد اف سی از مسابقات قهرمانی USL پیوست.